# Trichagalma serratae
Trichagalma serratae är en stekelart som först beskrevs av William Harris Ashmead 1904.  Trichagalma serratae ingår i släktet Trichagalma och familjen gallsteklar. Inga underarter finns listade i Catalogue of Life.